# حمیدرضا زوهانی
حمیدرضا زوهانی بازیکن سابق و مربی فوتبال اهل ایران است.